# Legado en los huesos (pel·lícula)
Legado en los huesos és una pel·lícula de suspens, estrenada el 2019 i dirigida per Fernando González Molina. L'obra és una adaptació de la novel·la homònima de Dolores Redondo i, al seu torn, la seqüela d'El guardián invisible. La pel·lícula es va estrenar el 5 de desembre de 2019, i va tenir la seva preestrena al Festival de Cinema de Sitges.

## Sinopsi
Ha passat un any des que Amaia Salazar resolgués els crims que van terroritzar a la vall del Baztan. Embarassada i decidida a deixar enrere l'experiència viscuda a Elizondo, la vida de la inspectora es veu de nou alterada per un succés inesperat: el suïcidi de diversos presos que deixen una única paraula escrita a la paret de les seves cel·les, «Tartalo». Els perills que Amaia creia haver deixat enrere tornen amb més força que mai i la inspectora haurà d'enfrontar-se a aquest nou cas en una vertiginosa recerca amenaçada per la presència de la seva pròpia mare.

## Repartiment
- Marta Etura: Amaia Salazar
- Leonardo Sbaraglia: jutge Javier Markina
- Álvaro Cervantes: doctor Berasategui
- Elvira Mínguez: Flora Salazar
- Patricia López Arnaiz: Rosaura Salazar
- Imanol Arias: mossèn Sarasola
- Pedro Casablanc: comissari
- Carlos Librado «Nene»: Jonan Etxaide
- Itziar Aizpuru: tia Engrasi
- Susi Sánchez: Rosario
- Paco Tous: doctor San Martín
- Colin McFarlane: Aloisius Dupree
- Miquel Fernández: pare d'Amaia
- Francesc Orella: Fermín Montes
- Benn Northover: James
- Ana Wagener: Fina Hidalgo
- Arlette Torres: Inés Lorenzo
- Eduardo Rosa: subinspector Goñi
- Mark Schardan: agent Johnson
- Marta Larralde: Yolanda Berrueta
- Alicia Sánchez: Elena Ochoa
- Alfredo Villa
- Ricard Balada
- Elisabeth Bonjour: jutgessa francesa
- Ohian Lopetegi
- Alfonso Desentre: Quiralte

## Producció
Aquest segon lliurament va comptar amb la cantant navarresa Amaia Romero interpretant el tema «Luz y sombra» com a cançó principal de la banda sonora original. L'artista va compondre la cançó al costat de David Rodríguez (La estrella de David) i la va gravar abrigallada per l'Orquestra Simfònica de Navarra, que va comptar amb els arranjaments del compositor Fernando Velázquez.